# Ekseption
Ekseption  — нидерландская прогрессив-рок-группа из города Харлем. Известна своими рок-обработками классических произведений известных композиторов.

## История
В 1958 году в нидерландском Гарлеме была основана группа Jokers, исполнявшая кавер-версии американских рок-н-рольных композиций. В 1966 году название было изменено на Incrowd. Состав музыкантов также изменился. Новый коллектив исполнял смесь рок-н-ролла, ритм-энд-блюза и джаза. Ещё через год стало известно о существовании другой группы с аналогичным названием, и музыканты решили назвать свою группу Ekseption.
В 1968 году коллектив одержал победу на престижном джазовом конкурсе, исполняя композиции Диззи Гиллеспи, Арта Блейки, а также джазовую аранжировку «Танца с саблями» Арама Хачатуряна. Главный приз включал в себя подписание контракта с Philips Records, в рамках которого музыканты записали несколько произведений Бикса Байдербека. Группа также записала сингл The Fifth, представляющий собой сочетание Пятой симфонии Бетховена и собственной интерпретации «Танца с саблями», ориентируясь на творчество популярной группы прогрессив-рока The Nice. Песня привлекла внимание радиостанций и стала настоящим хитом в Нидерландах.
На волне успеха Ekseption выпустили ещё несколько синглов, построенных похожим образом, а также дебютный альбом Ekseption, ставший «золотым» в нескольких европейских странах. После нескольких изменений в составе музыкантов в 1970 году вышел второй альбом Beggar Julia’s Time Trip, носивший концептуальный характер. В течение двух лет группа выпустила ещё несколько пластинок. Пятый альбом, получивший название Ekseption 5, стал первым для группы, вышедшим в США, однако остался незамеченным для широкой аудитории.
После 1973 года популярность группы пошла на убыль, некоторые музыканты начали сольную карьеру. В 1976 году вышла пластинка Mindmirror, после чего группа распалась. В последующие годы составы группы ненадолго собирались вместе, но после 1990 года попытки реформировать Ekseption прекратились.

## Состав группы
- Рейн Ван Ден Брок — труба
- Рик ван Дер Линден — клавишные (1969—1973, 1978—1981)
- Петер Де Лиу — ударные (1969, 1971—1972)
- Кор Доккер — бас-гитара (1969—1975)

## Дискография
- 1969 — Ekseption
- 1970 — Beggar Julia’s Time Trip
- 1971 — Ekseption 3
- 1971 — Ekseption 00.04
- 1972 — Ekseption 5
- 1973 — Trinity
- 1978 — Ekseption '78
- 1981 — Dance Macabre
- 1989 — Ekseption '89